# Kurt Gruber (Politiker)
Kurt Gruber (* 21. Oktober 1904 in Syrau; † 24. Dezember 1943 in Dresden) war ein deutscher Politiker (NSDAP) und von 1926 bis 1931 der erste Führer der Hitlerjugend (HJ).

## Leben
Gruber war Führer der im Oktober 1922 gegründeten Ortsgruppe Plauen des Jugendbundes der NSDAP. 1922/23 fungierte er als Landesleiter des Landesverbandes Sachsen, der sich am 10. Oktober 1922 als Teil der nationalsozialistischen Jugendbewegung konstituiert hatte. 1923 trat Gruber der NSDAP bei und erhielt nach dem Ende des Parteiverbots, das 1923 infolge des versuchten Hitlerputsches erlassen wurde, bei seinem Wiedereintritt am 10. Juni 1925 die Mitgliedsnummer 7.270.
1924 wurde Gruber Leiter des Landesverbandes Sachsen der Großdeutschen Jugendbewegung und 1925/26 deren Führer. In einem kurzen Machtkampf mit der von Gerhard Roßbach gegründeten Schilljugend setzte sich Gruber durch, und seine „Großdeutsche Jugendbewegung“ (GDJB) wurde zur offiziellen Jugendorganisation der NSDAP. Im Juli 1926 wurde sie in „Hitlerjugend, Bund deutscher Arbeiterjugend“ umbenannt. Im Juli 1927 gehörte Gruber zu den Mitbegründern des Vereins Hitler-Jugend e.V. in Plauen und wurde Führer des HJ-Gaues Sachsen.
Gruber hatte Volks- und Oberrealschule absolviert und studierte Staats- und Rechtswissenschaften in München und Leipzig. 1927 legte er sein 1. juristisches Staatsexamen ab und absolvierte 1927/28 sein Referendariat bei den Amtsgerichten Werdau und Plauen. Ende 1928 wurde er wegen politischer Betätigung für die NSDAP aus dem Staatsdienst entlassen. 1930 zog er als Abgeordneter in den Reichstag ein.
Als Reichsführer der HJ wurde Gruber schrittweise entmachtet und trat am 29. Oktober 1931 schließlich zurück. Sein Nachfolger wurde Theodor Adrian von Renteln. Für kurze Zeit arbeitete Gruber als Jugendberater bei der Reichsleitung der NSDAP in München. 1932 wurde er als Gauamtsleiter zunächst Geschäftsführer im Amt für Kommunalpolitik der NSDAP-Gauleitung Sachsen. Anschließend war er bis April 1939 Sekretär und dann bis 1943 schließlich Leiter des Amtes für Kommunal- bzw. Gemeindepolitik in der Kommunalpolitischen Abteilung im NSDAP-Gau Sachsen. Zugleich war er Hauptschriftleiter bzw. Schriftleiter der Publikationen Politische Erziehung, Neue Bahnen und NS-Gemeinde – Ausgabe Sachsen. Ab Dezember 1934 gehörte ihm der Kommunal-Verlag Sachsen in Dresden, in welchem die sächsischen kommunalpolitischen Veröffentlichungen erschienen.
Ferner nahm Gruber zahlreiche Ehrenämter wahr. Er saß ab Mai 1935 im Stadtrat von Dresden, wo er für die Dezernate Leihamt und Speicher zuständig war. Er war ab 1936 Sportgauführer Sachsen und ab November 1940 Dezernent für staatliche Sportaufsicht. Von 1939 bis 1941 stand er der Landesdienststelle Sachsen des Deutschen Gemeindetages vor; anschließend wurde er deren stellvertretender Vorsitzender. Er leitete ab 1941 die sächsische Gemeindeverwaltungs- und Sparkassenschule, stand dem Landespensionsverband Sächsischer Gemeinden, dem Wirtschaftsverband Sächsischer Gemeinden und dem Gemeindeschadenversicherungsverband vor. Er war 1. Stellvertreter des Leiters des Sächsischen Gemeindeschadenversicherungsverbandes, Beauftragter der NSDAP für die Stadt Zwickau, ab April 1940 Gemeinschaftsführer der Landesleitung Sachsen der Technischen Nothilfe und Gründer des kommunalpolitischen Schulungsdienstes „Vom Rathaus zur Front“. Im Rang eines SA-Standartenführers gehörte er dem Stab der SA-Gruppe Sachsen an.
Gruber starb im Alter von 39 Jahren an den Folgen eines Schlaganfalls. Auf Anordnung von Gauleiter Martin Mutschmann erhielt er am 30. Dezember 1943 ein Parteibegräbnis im Lichthof des Dresdner Rathauses.